# Perth Glory FC (piłka nożna kobiet)
Perth Glory FC – kobieca sekcja australijskiego klubu piłkarskiego Perth Glory FC, mającego siedzibę w mieście Perth w stanie Australia Zachodnia, grający w sezonie 2024/2025 w A-League Kobiet.
Sekcja piłki nożnej kobiet w klubie została utworzona 1 stycznia 2008 roku.
Zespół wywalczył tytuł wicemistrza Australii trzykrotnie, w sezonach 2014/15, 2016/17 i 2018/19, jednak nigdy nie wygrał rozgrywek ligi australijskiej i nie uczestniczył w rozgrywkach kontynentalnych.
Pierwszy mecz ligowy drużyna rozegrała 25 października 2008 roku przeciwko Sydney FC. Był to również pierwszy w historii mecz australijskiej ligi kobiet.

## Sukcesy

### Trofea krajowe
| \| \| Zdobyte trofea w rozgrywkach Australii (stan 31 grudnia 2024) \| |                                                               |      |                           |
| Rozgrywki                                                              | Osiągnięcie                                                   | Razy | Sezon(y)                  |
| Mistrzostwo                                                            | I miejsce                                                     | 0    |                           |
| Mistrzostwo                                                            | II miejsce                                                    | 3    | 2014/15, 2016/17, 2018/19 |
| Puchar Australii                                                       | zdobywca                                                      | 0    |                           |
| Puchar Australii                                                       | finalista                                                     | ?    | brak danych               |
| Australia                                                              | Zdobyte trofea w rozgrywkach Australii (stan 31 grudnia 2024) |      |                           |

## Obecny skład
Stan na 31 grudnia 2024
| Nr | Poz. | Piłkarz            |
| -- | ---- | ------------------ |
| 1  | BR   | Casey Dumont       |
| 2  | OB   | Mischa Anderson    |
| 4  | OB   | Claudia Valletta   |
| 5  | NA   | Grace Johnston     |
| 6  | OB   | Tijan McKenna      |
| 7  | PO   | Megan Wynne        |
| 8  | PO   | Georgia Cassidy    |
| 9  | NA   | Gabby Hollar       |
| 10 | PO   | Susan Phonsongkham |
| 11 | OB   | Natalie Tathem     |
| 13 | OB   | Naomi Chinnama     |
| 14 | PO   | Miku Sunaga        |
| 16 | OB   | Isabella Wallhead  |

| Nr | Poz. | Piłkarz           |
| -- | ---- | ----------------- |
| 17 | NA   | Morgan Roberts    |
| 18 | OB   | Isabella Foletta  |
| 19 | PO   | Sarah O’Donoghue  |
| 20 | NA   | Ella Abdul Massih |
| 21 | BR   | Miranda Templeman |
| 22 | PO   | Ischia Brooking   |
| 23 | PO   | Isobel Dalton     |
| 25 | NA   | Ella Lincoln      |
| 26 | NA   | Tanika Lala       |
| 27 | PO   | Charli Wainwright |
| 29 | OB   | Onyinyechi Zogg   |
| 30 | BR   | Jessica Skinner   |
| 44 | NA   | Kelli Brown       |